# Kurt Hagblom

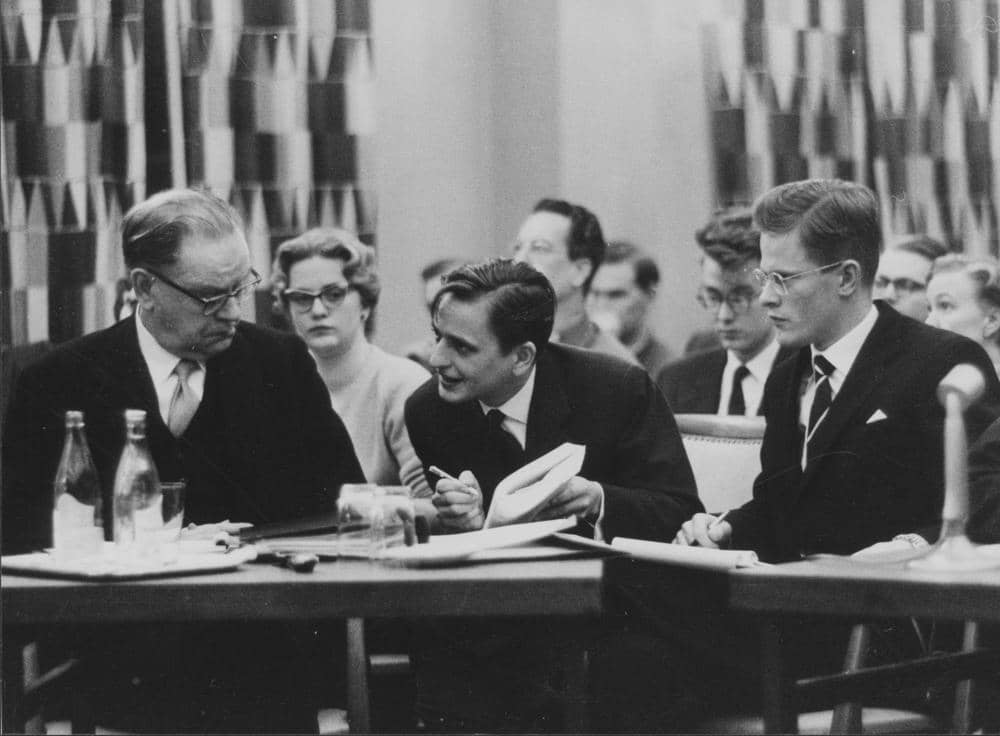
Hagbloms foto på Tage Erlander, Olof Palme och Ingvar Carlsson 1959.

Kurt Johan Hagblom, född 18 november 1913 i Lund, död där (i Lunds Allhelgonaförsamling) 2 september 1987, var en svensk fotograf. 
Kurt Hagblom flyttade in på Stora Tomegatan 5 hos sin farfar Alfred Hagblom 1920 när hans mor dött. År 1935 övertog Kurt Hagblom firman Hagblom Foto på Bredgatan 11 efter Alfred. 1947 flyttade rörelsen till Stora Södergatan 57 (Södrans hus). År 1954 flyttade han till Trädgårdsgatan och 1961 till en källarlokal på Dag Hammarskjölds väg.
År 1974 hade Hagblom en utställning på Stadsbiblioteket. År 1986 blev han Lunds kommuns kulturpristagare. Han belönades tillsammans med konstnären Brita af Klercker. Hagblom skall ha varit Lunds förste renodlade pressfotograf. Han är gravsatt på Norra kyrkogården i Lund.